# Estandarte Branco Simples
O Estandarte Branco Simples (chinês: 正白旗, pinyin: Zhèng Bái Qí) foi um dos Oito Estandartes do exército e da sociedade Manchu durante as dinastias Jin Posterior e Qing posteriores da China. Foi um dos três estandartes "superiores" (Estandarte Amarelo Simples, Estandarte Amarelo Bordado e Estandarte Branco Simples) controladas diretamente pelo imperador, em oposição aos outros cinco estandartes "inferiores".   O Hoise Niru era uma unidade militar associada ao Estandarte Branco Simples.

## Membros notáveis
- Dorgon
- Dodo
- Duanfang
- John Kuan
- Ronglu
- Yinchang
- Nergge
- Imperatriz Xiaoshurui
- Youlan (Gūwalgiya)
- Consorte Donggo
- Consorte Dun
- Minggatu (mongol)
- Nobre Consorte Imperial Chunhui (Han)
- Shoushan (descendente* de Yuan Chonghuan) (Han)
- Wanrong, A Imperatriz Xiaokemin Imperatriz Titular dos Qing, Imperatriz de Manchukuo, Esposa de Puyi, O Imperador Xuantong

## Clãs notáveis
- Donggo
- Feimo
- Hitara
- Guwalgiya
- Tohoro
- Su
- Cao
- Hu'erlate
- Yehe Nara
- Tubot
- Góbulo
- Ilari
- Zhu
- Chen
- Bai
- Yuan
- Wang
- Namdulu